# La Noce (film, 2004)
Pour les articles homonymes, voir La Noce.
Pour plus de détails, voir Fiche technique et Distribution.
La Noce (Wesele) est un film polonais de comédie  réalisé par Wojciech Smarzowski, sorti sur les écrans polonais en 2004. 

## Fiche technique
- Titre français : La Noce
- Titre polonais : Wesele
- Titre anglais : The Wedding
- Musique : Tymon Tymański

## Distribution
- Marian Dziędziel : Wiesław Wojnar, père de Kasia
- Iwona Bielska : Eluśka Wojnarowa, mère de Kasia
- Tamara Arciuch : Kasia Wojnarówna
- Bartłomiej Topa : Janusz, jeune homme
- Maciej Stuhr : caméraman, Mateusz
- Paweł Wilczak : ami, beau-frère du prêtre, gangster
- Lech Dyblik : l'oncle Edek
- Jerzy Rogalski : l'oncle Mundek
- Agnieszka Matysiak : la tante Hela
- Andrzej Zaborski : le prêtre Adam
- Tomasz Sapryk : sergeant Styś
- Andrzej Mastalerz : agent de police
- Arkadiusz Jakubik : notaire Jan Janocha
- Tymon Tymański : Tymon, chef d'orchestre
- Elżbieta Jarosik : hôtesse
- Iwona Wszołkówna : Januszewska, la grand-mère
- Jacek Lachowicz : claviste
- Jacek Majewski : batteur
- Kornel Popławski : contrebassiste

## Récompenses
- Récompenses cinématographiques polonaises : Orły
  - Aigle du meilleur film

- Festival du film polonais de Gdynia
  - Meilleur acteur: Marian Dziędziel
  - Prix de la critique: Wojciech Smarzowski
  - Prix du public pour: Wojciech Smarzowski

- Prix du cinéma européen

- Festival international du film de Karlovy Vary

- Festival international du film de Locarno

- Festival du film de Varsovie
  - Meilleur script

Nommé aux festivals:
- Bratislava International Film Festival
- Prix du cinéma européen